# Variable didactique
Dans une tâche d’apprentissage, les variables didactiques sont des paramètres qui, lorsqu’on agit sur eux, provoquent des adaptations, des régulations et changements de stratégie. Ces paramètres permettent de simplifier ou de complexifier la tâche et ainsi de faire avancer la « construction » du savoir.
La valeur de ces variables est fixée par l’enseignant (voire l’élève) et peut être modifiée en cours d’apprentissage pour modifier la connaissance nécessaire à la solution.
La manipulation de ces variables nécessite, de la part de l’enseignant, une identification de celles-ci et une appréciation des ressources de l’élève. La maîtrise de ces variables permet de construire le décalage optimal entre les contraintes de la tâche et les ressources de l’élève ; c’est-à-dire de créer les possibilités de « perturbations maximales » de transformation de ses comportements.
Ce concept de la didactique des disciplines est utilisé dans l'enseignement en France depuis les années 1990.

## Illustration enEPS
Ces variables en EPS peuvent être :
- de temps (Ex. : durée de jeu, de pause, de temps mort, d’échange),
- d’espace (Ex. : surface de jeu : dimension, forme),
- de règle et de fonctionnement (Ex : nombre de joueurs, nombre d’échanges, statut, rôles, thème).

## Sources
- Didier Delignières, À propos d’un cycle d’apprentissage : réflexions sur la production didactique à destination du public scolaire, Revue Échanges et controverses, 1989
- Jacqueline Marsenach, Volley-ball et EPS au collège, INRP, Paris, 1994
- Gérard Vergnaud, L’enfant, la mathématique et la réalité, Peter Lang, Berne, 1981